# Hélène de Monferrand
Hélène de Monferrand (1947 en Saint-Mandé, Paris) es una novelista francesa. 
Creció en Argelia y estudió en Nanterre y en la Sorbona. Su trabajo continúa la obra de Jeanne Galzy. Recibió el Premio Goncourt a una novela debut en 1990 por Les amies d'Héloïse (en español "Las amigas de Heloísa").  La novela es un intercambio de cartas. Contribuye regularmente en la revista Lesbia.

## Obras
- 1970 - Sonate royale, poèmes
- 1990 - Les Amies d'Héloïse
- 1991 - Journal de Suzanne
- 1998 - Avec Elula Perrin, L'Habit ne fait pas la nonne
- 1999 - Avec Elula Perrin, Ne tirez pas sur la violoniste
- 2002 - Les Enfants d'Héloïse
- 2004 - Retour à Sarcelles, roman des temps prolétariens